# Flora Price
Flora Price, född 1813, död 1863, var en dansk ballerina. 
Hon var engagerad vid Morskabstheatret och Kasinotheatret. Hon tillhörde sin samtids mer uppmärksammade artister.  